# Carlos Almenar Otero
Carlos José Almenar Otero (Aragua de Barcelona, 21 de marzo de 1926-Miami, Estados Unidos; 7 de agosto de 2018) fue un cantante y compositor venezolano que recibió notoriedad tras participar en el concurso Gran Caruso que organizó la Metro-Goldwyn-Mayer frente a Mario Lanza en 1951.

## Biografía
Carlos José Almenar Otero nació el 21 de marzo de 1926 en Aragua de Barcelona, el segundo de cinco hijos, en circunstancias modestas. Instado por sus padres cursó estudios de derecho que pronto abandonó para decantarse por la música; empezó cantando en Teatros y en la radio, lo cual era la plataforma habitual para artistas de la época. Participó en la escena musical con artistas del momento como Alfredo Sadel en la Caravana Camel. 
Cuando la Metro-Goldwyn-Mayer organizó en 1951 el concurso de canto "El Gran Caruso", para promover la película del mismo nombre, protagonizada por el tenor Mario Lanza, Almenar participó y ganó el concurso por Venezuela. En el concurso final que se efectuó en Río de Janeiro, obtuvo mención honorífica. El ganador fue el barítono brasilero Joao Gibin, que luego tuvo una carrera exitosa, incluso en el teatro La Scala de Milán, junto a cantantes como Leila Gencer y Birgit Nilsson.
En 1951 viajó a Italia para estudiar en el Conservatorio Giuseppe Verdi y recibió clases particulares por parte del tenor Nino Piccaluga, estrella del teatro La Scala en Milán.
Tras debutar en el Teatro Nuovo y Teatro Lírico en 1956 fue seleccionado por la Metro-Goldwyn-Mayer para promocionar la película "El Gran Caruso" en Europa lo que le permitió compartir escenario en dos conciertos con el tenor Mario Lanza en 1957. 
Patrocinado por la Metro-Goldwyn-Mayer, debutó en Alemania, durante el Festival de Cine de Berlín 1958. En Fránkfurt y Hamburgo realizó junto a Mario Lanza sobresalientes actuaciones en la televisión germana donde ganó gran popularidad. Graba su primer disco en alemán Isola Bella-So eine Nacht unter Palmen- y vendió 650 000 ejemplares. Luego con su gran éxito "Cara Mia", logra vender más de 800 000 copias. Pero también hizo exitosas giras por Rusia, Japón y Estados Unidos, entre otros.
En su extensa hoja de vida artística destaca el contrato que firmó con la disquera Deutsche Grammophon. Asimismo, dejó registrada su voz para el sello Polydor, con éxitos como Cara Mía, Háblame de amores Mariú, Bye, Bye Romántica, No Llores Por Mí, Bella María y Una Furtiva Lágrima. Ha actuado en casi todos los países de Europa, así como en Japón y Estados Unidos. El rotativo The Japan Times, escribió: "Sin duda alguna, Carlos Almenar posee una de las voces más bellas y de mejor escuela que han visitado Japón".
Participó por muchos años como presidente del jurado en el programa de talentos ¿Cuánto vale el show? junto a Guillermo González Regalado. Allí, semanalmente, sentaba cátedra con los comentarios que hacía de las interpretaciones de los aspirantes. Así mismo, a través de su programa El Bel Canto Ilustrado en la Radio Nacional, realizó una gran labor de difusión de la música clásica y operática.
Publicó 54 discos en alemán, 19 en español, uno en japonés, uno en italiano y uno en inglés. Además fue compositor de canciones e himnos.
Conocido como "La voz de Oro" en 2016 fue nombrado “Patrimonio Cultural Viviente de la Fuerza Armada Nacional Bolivariana” por parte del General de División Luis Bracho Magdaleno, en un evento con motivo del 3er. Aniversario del Viceministerio de Educación para la Defensa.

## Discografía
| - Cara Mia - Más éxitos - Sprich zu mir von Liebe - Una canción dentro de mí - Arpa, mar y llano | - El disco de oro - La canción de verano - Carlos Almenar Otero canta para ti - Concierto popular - Venezuela canta | - Carlos Otero International - A la orilla de un palmar - Endrina - La más bella música de Venezuela - Ven a mis brazos |